# Masugnsbyns kyrka
Masugnsbyns kyrka är en kyrkobyggnad i Kiruna kommun. Den ägs av stiftelsen Masugnsby kapell och ligger inom Vittangi församling, Luleå stift.

## Kyrkobyggnaden
Ett tidigare kapell i Masungsby uppfördes åren 1962-1963 efter ritningar av arkitekt Berggren från Luleå och invigdes 17 februari 1963 av biskop Ivar Hylander. 1967 uppfördes en fristående klockstapel. Natten mot den 27 december 1969 brann kapellet ned. Nuvarande kapell utfördes 1970 i samma stil efter ritningar av byggnadsritaren Sune Sidmalm, Vittangi. Andra söndagen i advent 6 december 1970 invigdes kapellet av biskop Stig Hellsten.
Byggnaden har en stomme av trä och fasader klädda med brun liggande fjällpanel. Kyrkan har ett brant sadeltak och är sammanbyggd i vinkel med en församlingsdel med plant tak. Taket är klätt med plåt.

## Inventarier
- Altartavlan tillkom 1991 och är målad av Håkan Lundström.

### Orgel
- Okänt år flyttas orgeln hit från Lannavaara minneskyrka. Den är byggd av Grönlunds Orgelbyggeri AB, Gammelstad och är en mekanisk orgel.

| Manual        |
| Gedackt 8´    |
| Kvintadena 4' |
| Principal 2'  |

### Webbkällor
- Vittangi församling